# Amphibolia assimilis
Amphibolia assimilis là một loài ruồi trong họ Tachinidae.